# Chris O'Grady (baseball)
Pour le footballeur, voir Chris O'Grady.
Christopher Ryan O'Grady (né le 17 avril 1990 à Congers, New York, États-Unis) est un lanceur gaucher de la Ligue majeure de baseball.

## Carrière
Joueur des Patriots de l'université George Mason, Chris O'Grady est choisi par les Angels de Los Angeles au 10e tour de sélection du repêchage de 2012. À dix jours de son 27e anniversaire de naissance et après cinq saisons de ligues mineures, il est libéré de son contrat par les Angels le 7 avril 2017. Le 6 mai suivant, il est mis sous contrat par les Marlins de Miami et assigné à leur club-école de La Nouvelle-Orléans, où on lui confie un rôle de lanceur de relève.
Il fait ses débuts dans le baseball majeur avec les Marlins de Miami le 8 juillet 2017 comme lanceur partant, et il remporte une victoire face aux Giants de San Francisco